# Gunung Mane
Gunung Mane är ett berg i Indonesien.   Det ligger i provinsen Aceh, i den västra delen av landet, 1 700 km nordväst om huvudstaden Jakarta. Toppen på Gunung Mane är 1 137 meter över havet, eller 782 meter över den omgivande terrängen. Bredden vid basen är 11,0 km.
Terrängen runt Gunung Mane är kuperad söderut, men norrut är den bergig.Runt Gunung Mane är det mycket glesbefolkat, med 5 invånare per kvadratkilometer. I omgivningarna runt Gunung Mane växer i huvudsak städsegrön lövskog.